# Алёновка (река)
Алёновка — река в России, протекает в Эльбрусском районе Кабардино-Балкарской Республики. Длина реки составляет 4,5 км; площадь водосборного бассейна 9,6 км².
Начинается при слиянии нескольких ручьёв в урочище Иналсырт на северном склоне Скалистого хребта. Течёт по ущелью в общем северном направлении, в низовьях — через берёзово-ольховый лес. Устье реки находится в 7 км по правому берегу реки Тызыл.

## Данные водного реестра
По данным государственного водного реестра России относится к Западно-Каспийскому бассейновому округу, водохозяйственный участок реки — Баксан, без реки Черек. Речной бассейн реки — реки бассейна Каспийского моря междуречья Терека и Волги.
Код объекта в государственном водном реестре — 07020000712108200004703.